# Fondo Nacional de Vivienda
El Fondo Nacional de Vivienda (FONAVI) fue un fondo de la República Peruana creado el 30 de junio de 1979 por el gobierno de Francisco Morales Bermúdez, el cual buscaba financiar préstamos para que la gente pueda construir o adquirir viviendas. Estuvo vigente desde el 1 de julio de 1979 hasta su disolución, el 31 de agosto de 1998.

## Historia
El gobierno de Francisco Morales Bermúdez por Decreto Ley n° 22591, crea el 30 de junio de 1979 el fondo, como una forma de facilitar la vivienda a la clase trabajadora, para lo cual creó un fondo especial para proyectos de vivienda.
Este fondo brindaba beneficios a los ciudadanos que aportaban mensualmente, el cual no era un impuesto. Entre 1985 y 1992 se recaudó 13 mil millones de soles, entre 1992 y 1998 se recaudó 6 mil millones. Las cifras anteriores a esas fechas no se pudieron calcular debido a un incendio que se produjo en el Banco de la Nacíon en el año 2000, en el cual se perdieron varios documentos. Este dinero fue utilizado para construcciones eléctricas.
El 3 de diciembre de 1998 en el gobierno de Alberto Fujimori fue desactivado, se convirtió en un Impuesto Extraordinario de Solidaridad y en el año 2004 este fondo fue derogado debido a las irregularidades en sus cifras.Fue reemplazado por el fondo MiVivienda, operada por el Ministerio de Vivienda.
En el 2008, la Presidencia del Consejo de Ministros creó la comisión multisectorial para investigar sobre que pasó con el dinero del FONAVI. Se estimó que el dinero desaparecido entre 1979 y 1998 alcanzaba los 10 mil millones de soles.
Muchos fonavistas salieron a reclamar la devolución de su dinero, que, debido a las bases legales se tenían que devolver si este se utilizaba para otros fines.

### Asociación de Fonavistas del Pueblo del Perú
Se ha creado una organización llamada Asociación de Fonavistas del Pueblo del Perú, liderado por Andrés Alcántara, para exigir la devolución total de los aportes al FONAVI. La organización, según su presidente, buscó establecer la Comisión Liquidadora de Fonavi para procesar los casi 20 mil millones de nuevos soles acumulados durante su operación. Es reconocida por la ONPE a partir de la adquisición del kit electoral que presenta ante el Congreso de la República con 71 717 firmas válidas para emprender la iniciativa legislativa del Proyecto de Ley de Devolución del Fonavi a los trabajadores que contribuyeron en este.

## Referéndum aprobatorio de la "Ley de devolución" de 2010
El 3 de octubre de 2010, mismo día que las Elecciones regionales y municipales de Perú de 2010 se realizó un referéndum para la aprobación o desaprobación del "Proyecto de Ley de Devolución del dinero del FONAVI a los trabajadores que contribuyeron al mismo". El 66.474% votó a favor, por lo cual se aprobó ésta ley.
El 17 de enero de 2015 se inició con el proceso de devolución de aportes, para lo cual se encargó a una Comisión Ad Hoc que dirija el proceso.

## Legado
El gobierno de Alberto Fujimori estableció en 1998, el mismo año que sería disuelto Fonavi, el proyecto de Promoción de la Inversión y Acceso a la Vivienda durante la sesión de CADE Ejecutivos. Sus funciones con casi similares al mencionado fondo.